# Torvhög
Torvhög is een plaats in de gemeente Göteborg in het landschap Västergötland en de provincie Västra Götalands län in Zweden. De plaats heeft 168 inwoners (2005) en een oppervlakte van 13 hectare. De plaats wordt omsloten door landbouwgrond, maar deze landbouwgrond gaat vrij snel over in bos. Langs Torvhög loopt de rivier de Lärjeån. De stad Göteborg ligt ongeveer tien kilometer ten westen van het dorp.

## Verkeer en vervoer
Bij de plaats loopt de Länsväg 190.